# Бриг, Эмиль
Эмиль Бриг (1924—2002) — израильский солдат, награждённый высшей воинской наградой Израиля — медалью «За героизм» («Итур ха-гвура»).
Родился в Тарнуве. После начала войны бежал на территории, захваченные Советским Союзом. Был схвачен в Буковине немцами в начале Великой Отечественной войны. Был в группе евреев, которых хотели расстрелять, но по счастливой случайности избежал смерти, был избит до потери сознания. Сумел найти отца и сестру, но все трое были схвачены немцами. По дороге в концлагерь он и отец сумели бежать и присоединились к партизанам в Карпатских горах. Отец позднее погиб. Эмиль участвовал в ряде партизанских операций. Позднее предпринял попытки найти сестру, но с трудом избежал нового ареста немцами, обыскивающими дом, в котором он прятался. В Венгрии участвовал в сионистском подполье, был схвачен и приговорён к смерти. В день, в который его должны были расстрелять, был освобождён Красной Армией. Вступил в ряды РККА и воевал до конца войны. После победы эмигрировал в Израиль.
Два года прожил в кибуце Тель-Ицхак. Участвовал в деятельности Хаганы. После начала войны за независимость — солдат бригады Голани. Воевал в Иорданской долине.
В день провозглашения независимости Израиля участвовал в обороне кибуца Гешер. Когда вражеские бронемашины начали массированное наступление на защитников кибуца, те попытались взорвать три моста, чтобы остановить наступление противника. Два из них взлетели на воздух, а взрывчатка в третьем не сработала. Сержант Эмиль Бриг, под шквальным огнём противника, пробрался к мосту и привёл заряд в действие. Ему удалось выжить и вернуться к своим. За этот подвиг ему присвоено звание Героя Израиля.
После войны принимал участие в розыске в Европе военных преступников. Затем открыл в Тель-Авиве бюро по продаже билетов на культурные мероприятия.
Эмиль Бриг выпустил автобиографическую книгу «Встань и сражайся» (ивр. קום והילחם‎).